# Wild Indonesia
Wild Indonesia is een driedelige documentaireserie van de BBC over Indonesië. De serie geeft veel informatie over onder meer de geografie, geologie en natuur van het eilandenrijk en de wateren ervan. De serie is in diverse talen uitgegeven, zowel in DVD als in VCD formaat.
Regelmatig wordt een kaart getoond van Indonesië, of een deel ervan, en wordt hierop als het ware ingezoomd.

## Island Castaways
Het eerste deel van de serie, dat Island Castaways (vrij vertaald: Gestrandden op eilanden) heet, toont van diverse eilanden hun ontstaan en hun fauna. Een voor een worden de belangrijkste eilanden van de archipel getoond. Veel van de grond van de archipel is zeer vruchtbaar, onder meer vanwege de vele vulkanen die erover verspreid liggen. Een deel van de dieren zijn oorspronkelijk afkomstig van Azië en een deel van Australië.

## Underwater Wonderland
Underwater Wonderland (vrij vertaald: Wonderlijke onderwaterwereld) is de naam van het tweede deel van de documentaire. Dit deel gaat over de rijke en gevarieerde flora en fauna in de zeeën rondom Indonesië. Ook onder water geldt, dat de grond zeer vruchtbaar is vanwege het vulkanische gebied waar de archipel in ligt. Hierop bevinden zich veel koraalriffen en onderwaterplanten, waar andere dieren op voeden.

## Magical Forests
Deel drie, Magical Forests (magische wouden), toont de wouden van de archipel. Doordat Indonesië op de evenaar ligt, heeft het een tropisch regenwoud. Zoals de fauna zeer gevarieerd is, is de flora van het eilandenrijk dit ook. Ook de bewoners van de wouden, zoals nijlpaarden,olifanten, tijgers en rendieren, worden getoond. Vroeger konden vele dieren over land dit deel van de wereld bereiken, doordat de wateren ondiep waren, of doordat eilanden van andere continenten afsplitsten.
De serie eindigt met beelden van vulkanisch land waar rook vanafkomt, met de woorden: The story of wild Indonesia has been written in fire. That fire still burns today. (Het verhaal van woest Indonesië is geschreven met vuur. Dat vuur brandt vandaag de dag nog altijd.)